# Ficus supfiana
Ficus supfiana är en mullbärsväxtart som beskrevs av Rudolf Schlechter. Ficus supfiana ingår i släktet fikonsläktet, och familjen mullbärsväxter. Inga underarter finns listade i Catalogue of Life.